# Константиновский район (Амурская область)
Константи́новский райо́н —  административно-территориальная единица (район) и муниципальное образование (муниципальный район) в Амурской области России.
Административный центр — село Константиновка.

## География
Район расположен на юге Зейско-Буреинской равнины. Граничит на северо-западе и севере — с Тамбовским районом, на востоке — с Михайловским районом, на юге по реке Амур проходит государственная граница с КНР. Площадь района — 1,8 тыс. км².

## История
25 января 1944 года указом Президиума Верховного Совета РСФСР был образован Константиновский район путём разукрупнения Тамбовского района (Блюминортский, Верхне-Полтавский, Верхне-Уртуйский, Зеньковский, Золотоношский, Ключевской, Коврижский, Константиновский, Крестовоздвиженский, Нижне-Полтавский, Ново-Петровский, Ново-Троицкий, Орловский и Семидомский сельсоветы).
С 1 февраля 1963 по 30 декабря 1966 года входил в состав Тамбовского района.
С 1 января 2006 года в соответствии с Законом Амурской области от 30 сентября 2005 года № 72-ОЗ на территории района образованы 15 муниципальных образований (сельских поселений).

## Население
| 1959    | 1970    | 1979    | 1989    | 1990    | 1995    | 2000    |
| ------- | ------- | ------- | ------- | ------- | ------- | ------- |
| 11 631  | ↗13 612 | ↗14 036 | ↗16 710 | ↗16 884 | ↘16 339 | ↘15 382 |
| 2001    | 2002    | 2003    | 2004    | 2006    | 2009    | 2010    |
| ↘15 100 | ↘14 847 | ↘14 700 | →14 700 | ↘14 600 | ↗14 700 | ↘12 986 |
| 2011    | 2012    | 2013    | 2014    | 2015    | 2016    | 2017    |
| ↘12 969 | ↘12 854 | ↘12 730 | ↘12 679 | ↘12 628 | ↘12 530 | ↘12 488 |
| 2018    | 2019    | 2020    | 2021    | 2023    |         |         |
| ↘12 452 | ↘12 263 | ↘12 172 | ↘11 110 | ↘10 829 |         |         |

## Муниципально-территориальное устройство
В Константиновский район входят 11 муниципальных образований со статусом сельских поселений:
| №  | Сельское поселение            | Административный центр | Количество населённых пунктов | Население (чел.) | Площадь (км²) |
| -- | ----------------------------- | ---------------------- | ----------------------------- | ---------------- | ------------- |
| 1  | Верхнеполтавский сельсовет    | село Верхняя Полтавка  | 2                             | ↘702             | 135,32        |
| 2  | Верхнеуртуйский сельсовет     | село Верхний Уртуй     | 1                             | ↘342             | 56,07         |
| 3  | Зеньковский сельсовет         | село Зеньковка         | 2                             | ↘572             | 86,98         |
| 4  | Ключевской сельсовет          | село Ключи             | 1                             | ↘712             | 138,47        |
| 5  | Коврижский сельсовет          | село Коврижка          | 2                             | ↗549             | 147,85        |
| 6  | Константиновский сельсовет    | село Константиновка    | 1                             | ↘4743            | 164,53        |
| 7  | Крестовоздвиженский сельсовет | село Крестовоздвиженка | 1                             | ↘885             | 107,70        |
| 8  | Нижнеполтавский сельсовет     | село Нижняя Полтавка   | 1                             | ↗1183            | 217,98        |
| 9  | Новопетровский сельсовет      | село Новопетровка      | 3                             | ↘759             | 93,38         |
| 10 | Новотроицкий сельсовет        | село Новотроицкое      | 1                             | ↘335             | 75,39         |
| 11 | Семидомский сельсовет         | село Семидомка         | 1                             | ↗328             | 98,10         |

В 2006 года в составе района было образовано 15 сельских поселений.
Законом Амурской области от 30 мая 2014 года № 369-ОЗ,
был упразднён Среднеполтавский сельсовет, влитый в Верхнеполтавский сельсовет.
Законом Амурской области от 7 мая 2015 года № 532-ОЗ был упразднён Золотоножский сельсовет, влитый в Зеньковский сельсовет.
Законом Амурской области от 7 мая 2015 года № 533-ОЗ,
были упразднены Войковский и Орловский сельсоветы, влитые в Новопетровский сельсовет.

### Населённые пункты
В Константиновском районе 16 населённых пунктов.
| №  | Населённый пункт  | Тип  | Население | Муниципальное образование     |
| -- | ----------------- | ---- | --------- | ----------------------------- |
| 1  | Верхний Уртуй     | село | ↘342      | Верхнеуртуйский сельсовет     |
| 2  | Верхняя Полтавка  | село | ↘635      | Верхнеполтавский сельсовет    |
| 3  | Войково           | село | ↘192      | Новопетровский сельсовет      |
| 4  | Зеньковка         | село | ↘438      | Зеньковский сельсовет         |
| 5  | Золотоножка       | село | ↘224      | Зеньковский сельсовет         |
| 6  | Ключи             | село | ↘712      | Ключевской сельсовет          |
| 7  | Коврижка          | село | ↗378      | Коврижский сельсовет          |
| 8  | Константиновка    | село | ↘4743     | Константиновский сельсовет    |
| 9  | Крестовоздвиженка | село | ↘885      | Крестовоздвиженский сельсовет |
| 10 | Нижняя Полтавка   | село | ↗1183     | Нижнеполтавский сельсовет     |
| 11 | Новопетровка      | село | ↗531      | Новопетровский сельсовет      |
| 12 | Новотроицкое      | село | ↘335      | Новотроицкий сельсовет        |
| 13 | Октябрьское       | село | ↗101      | Коврижский сельсовет          |
| 14 | Орловка           | село | ↘281      | Новопетровский сельсовет      |
| 15 | Семидомка         | село | ↗328      | Семидомский сельсовет         |
| 16 | Средняя Полтавка  | село | ↘245      | Верхнеполтавский сельсовет    |

### Упразднённые населённые пункты
- Блюменорт
- Зильберфельд
- Клеефельд
- Луговое
- Розенталь
- Фриденсфельд
- Шумановка
- Эйхенфельд

## Экономика
В структуре валовой продукции района наибольший удельный вес занимает продукция предприятий АПК − 54,9 %. Таким образом экономика района в большей степени зависит от уровня развития агропромышленного комплекса.

## Археология
По эпонимной стоянке на северо-восточном берегу Осинового озера в долине Амура получила название неолитическая осиноозёрская культура.

## Палеогенетика
У образца bla001 (1344—1270 л. н., VII век) со стоянки Oktyabr'skoe (burial 2) определили Y-хромосомную гаплогруппу C2a2-M217>MPB373/L1373>F1756 (ISOGG 2019) и митохондриальную гаплогруппу D4e4a.